# Zosime atlantica
Zosime atlantica är en kräftdjursart som beskrevs av Philippe Bodin 1968. Zosime atlantica ingår i släktet Zosime och familjen Tisbidae. Inga underarter finns listade i Catalogue of Life.